# 圣玛格丽特-德卡鲁日
圣玛格丽特-德卡鲁日（法語：Sainte-Marguerite-de-Carrouges，法語發音：[sɛ̃t maʁɡərit də kaʁuʒ] ⓘ，意为“卡鲁日的圣玛格丽特”）是法国奥恩省的一个市镇，位于该省南部偏西，属于阿朗松区。

## 地理
圣玛格丽特-德卡鲁日（48°35'3"N, 0°9'15"W）面积8.69 平方千米，位于法国诺曼底大区奧恩省，该省份为法国西北部内陆省份，北起顺时针与卡爾瓦多斯省、厄尔省、厄尔-卢瓦省、萨尔特省、马耶讷省和芒什省接壤。
与圣玛格丽特-德卡鲁日接壤的市镇（或旧市镇、城区）包括：卡鲁日、勒梅尼勒塞勒尔、圣玛丽拉罗贝尔、圣马丹莱吉永、圣索沃尔德卡鲁日。
圣玛格丽特-德卡鲁日的时区为UTC+01:00、UTC+02:00（夏令时）。

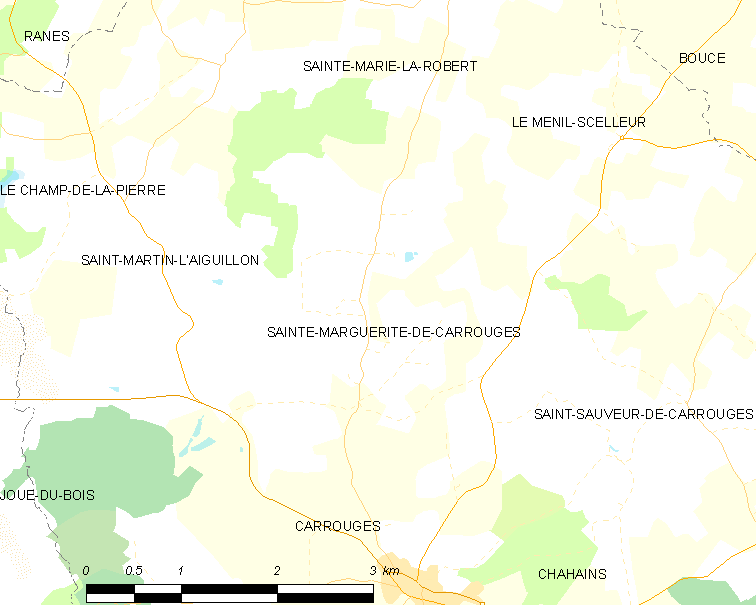
圣玛格丽特-德卡鲁日的OSM定位图

## 行政
圣玛格丽特-德卡鲁日的邮政编码为61320，INSEE市镇编码为61419。

## 政治
圣玛格丽特-德卡鲁日所属的省级选区为马尼勒代塞尔县。

## 人口

1962-2008年间圣玛格丽特-德卡鲁日人口变化图示

圣玛格丽特-德卡鲁日于2022年1月1日时的人口数量为211人。

## 相關人物
- 瑪格麗特·德·卡魯日（英语：Marguerite de Carrouges）